# Ierland op de Olympische Winterspelen 1998
Tijdens de Olympische Winterspelen van 1998, die in Nagano (Japan) werden gehouden, nam Ierland voor de tweede keer deel.

## Deelnemers en resultaten

### Alpineskiën
| Olympiër                        | Discipline     | Resultaat | Prestatie                                                          |
| ------------------------------- | -------------- | --------- | ------------------------------------------------------------------ |
| Paul Patrick Schwarzacher-Joyce | afdaling (m)   | 27e       | 1.58,71 (+8,60)                                                    |
| Paul Patrick Schwarzacher-Joyce | combinatie (m) | 15e       | 3.39,03 (+30,97) slalom: 1.56,22 (1.00,11+56,11) afdaling: 1.42,81 |

### Bobsleeën
| Olympiër                                              | Discipline               | Resultaat | Prestatie                                        |
| ----------------------------------------------------- | ------------------------ | --------- | ------------------------------------------------ |
| Jeff Pamplin Terry McHugh                             | 2-mansbob (m) Ierland I  | 27e       | 3.44,32 (+7,08) (56,32 / 56,05 / 55,99 / 55,96)  |
| Peter Donohoe Simon Linscheid                         | 2-mansbob (m) Ierland II | 35e       | 3.47,45 (+10,21) (57,03 / 57,26 / 56,57 / 56,59) |
| Jeff Pamplin Simon Linscheid Garry Power Terry McHugh | 4-mansbob (m) Ierland I  | 30e       | 2.47,23 (+7,82) (55,79 / 55,57 / 55,87)          |

Amerikaanse Maagdeneilanden · Andorra · Argentinië · Armenië · Australië · Azerbeidzjan · België · Bermuda · Bosnië en Herzegovina · Brazilië · Bulgarije · Canada · Chili · China · Chinees Taipei · Cyprus · Denemarken · Duitsland · Estland · Finland · Frankrijk · Georgië · Griekenland · Groot-Brittannië · Hongarije · Ierland · IJsland · India · Iran · Israël · Italië · Jamaica · Japan · Joegoslavië · Kazachstan · Kenia · Kirgizië · Kroatië · Letland · Liechtenstein · Litouwen · Luxemburg · Macedonië · Moldavië · Monaco · Mongolië · Nederland · Nieuw-Zeeland · Noord-Korea · Noorwegen · Oekraïne · Oezbekistan · Oostenrijk · Polen · Portugal · Puerto Rico · Roemenië · Rusland · Slovenië · Slowakije · Spanje · Trinidad en Tobago · Tsjechië · Turkije · Uruguay · Venezuela · Verenigde Staten · Wit-Rusland · Zuid-Afrika · Zuid-Korea · Zweden · Zwitserland